# Kismaayo
Kismaayo (somalí: Kismaayo, también Kismayo y Chisimayu) es una ciudad portuaria en la región de Jubbada Hoose en Somalia, y es la tercera más grande del país luego de Mogadiscio y Hargeisa. 
Está situada a 528 kilómetros del sudoeste de Mogadiscio, cerca de la boca del río Juba, donde el río desemboca en el océano Índico. La ciudad fue fundada por los bajuni, una población mixta de bantúes y árabes. Otros clanes somalíes han llegado al área recientemente. En 2006, la población está estimada en 245 000 habitantes.